# 西城街道 (雅安市)
西城街道，是中华人民共和国四川省雅安市雨城区下辖的一个乡镇级行政单位。2019年12月，撤销对岩镇，将原对岩镇龙岗村、顺渡村、青元村所属行政区域划归西城街道管辖。

## 行政区划
西城街道下辖以下地区：
飞机坝社区、中大街社区和西大街社区。